# Вакерија (Кунео)
Вакерија (итал. Vaccheria) је насеље у Италији у округу Кунео, региону Пијемонт.
Према процени из 2011. у насељу је живело 1104 становника. Насеље се налази на надморској висини од 159 м.